# Hibbertia charlesii
Hibbertia charlesii är en tvåhjärtbladig växtart som beskrevs av Judith Roderick Wheeler. Hibbertia charlesii ingår i släktet Hibbertia och familjen Dilleniaceae. Inga underarter finns listade i Catalogue of Life.